# Harrod–Domar-modell
A Harrod–Domar-modell a gazdasági növekedés egy keynesi modellje. A fejlődés-gazdaságtanban a modellt arra használják, hogy a gazdaság növekedési ütemét a megtakarítás és a tőke szintje alapján magyarázzák. A modell azt sugallja, hogy nincs természetes oka a gazdaságok kiegyensúlyozott növekedésének, vagyis az országok gazdasági konvergenciájának. A modellt egymástól függetlenül fejlesztette ki Roy F. Harrod 1939-ben és Evsey Domar 1946-ban, bár hasonló modellt Gustav Cassel javasolt már 1924-ben is. A Harrod–Domar-modell volt az exogén növekedési modell előfutára.
A neoklasszikus közgazdászok elégedetlenségüket fejezték ki a Harrod–Domar-modellel szemben, különös tekintettel annak következtetéseiből következő instabilitására. Ennek következtében az ötvenes évek vége felé akadémiai párbeszédet kezdődött, amely a Solow–Swan-modell kidolgozásához vezetett.
A Harrod–Domar-modell szerint a növekedésnek három fajtája van: az indokolt növekedés, a tényleges növekedés és a növekedés természetes üteme.
- Az indokolt növekedési ütem az a növekedési ütem, amelyben a gazdaság nem terjeszkedik a végtelenségig, vagy recesszióba esik.
- A tényleges növekedési ütem az ország reál GDP-jének növekedése évente. (Lásd még: bruttó hazai termék és természetes bruttó hazai termék).
- A természetes növekedés ütem pedig az a növekedés, amelyre a gazdaságnak szüksége van a teljes foglalkoztatás fenntartásához. Például, ha a munkaerő évi 3 százalékkal növekszik, akkor a teljes foglalkoztatás fenntartása érdekében a gazdaság éves növekedési ütemének 3 százaléknak kell lennie.

## Matematikai megfogalmazása
Jelölje:
- Y a kibocsátást, amely megegyezik a jövedelemmel
- K a tőkeállományt
- S a megtakarítások összegét
- s a megtakarítási rátát, amely megegyezik a befektetések összegével
- δ a tőkeállomány értékcsökkenésének mértékét.

A Harrod–Domar-modell a következő előfeltevésekkel él:
| {\displaystyle \ Y=f(K)}                                                        | 1: A kibocsátás a tőkeállomány függvénye. |
| {\displaystyle \ {\frac {dY}{dK}}=c\Rightarrow {\frac {dY}{dK}}={\frac {Y}{K}}} | 2: A tőke határterméke állandó, vagyis nem érvényesül a mérethatékonyság. Ez azt jelenti, hogy a tőke marginális/határterméke és átlagos terméke megegyezik. |
| {\displaystyle \ f(0)=0}                                                        | 3: A tőke szükséges a kibocsátáshoz. |
| {\displaystyle \ sY=S=I}                                                        | 4: A megtakarítási ráta és a kibocsátás szorzata megegyezik a megtakarítással, ami egyenlő a befektetések összegével.                                        |
| {\displaystyle \ \Delta \ K=I-\delta \ K}                                       | 5. ábra: A tőkeállomány változása egyenlő a beruházás mínusz a tőkeállomány értékcsökkenésével.                                                              |

A kibocsátás növekedési ütemének levezetése:
{\displaystyle {\begin{aligned}&c={\frac {dY}{dK}}={\frac {Y(t+1)-Y(t)}{K(t)+sY(t)-\delta \ K(t)-K(t)}}\\[8pt]&c={\frac {Y(t+1)-Y(t)}{sY(t)-\delta \ {\frac {dK}{dY}}Y(t)}}\\[8pt]&c(sY(t)-\delta \ {\frac {dK}{dY}}Y(t))=Y(t+1)-Y(t)\\[8pt]&cY(t)\left(s-\delta \ {\frac {dK}{dY}}\right)=Y(t+1)-Y(t)\\[8pt]&cs-c\delta \ {\frac {dK}{dY}}={\frac {Y(t+1)-Y(t)}{Y(t)}}\\[8pt]&s{\frac {dY}{dK}}-\delta \ {\frac {dY}{dK}}{\frac {dK}{dY}}={\frac {Y(t+1)-Y(t)}{Y(t)}}\\[8pt]&sc-\delta \ ={\frac {\Delta Y}{Y}}\end{aligned}}}
A számítással végzett levezetéskor következőkben a pontszerű jelölés - például{\displaystyle \ {\dot {Y}}} - egy változó idő szerinti deriváltját jelöli.
Először is az (1)-(3) feltételezések azt sugallják, hogy a kibocsátás és a tőke lineáris kapcsolatban állnak egymással. Ezek a feltételezések tehát egyenlő növekedési ütemet tételeznek fel a két változó között. Vagyis:
{\displaystyle \ Y=cK\Rightarrow log(Y)=log(c)+log(K)}
Mivel a tőke határterméke a c állandó, ezért:
{\displaystyle \ {\frac {d\log(Y)}{dt}}={\frac {d\log(K)}{dt}}\Rightarrow {\frac {\dot {Y}}{Y}}={\frac {\dot {K}}{K}}}
Ezután a (4) és (5) feltételezésekkel megadhatjuk a tőke növekedési ütemét:
{\displaystyle \ {\frac {\dot {K}}{K}}={\frac {I}{K}}-\delta \ =s{\frac {Y}{K}}-\delta \ }
{\displaystyle \ \Rightarrow {\frac {\dot {Y}}{Y}}=sc-\delta \ }
Összegezve tehát a megtakarítási ráta és a tőke határtermékének szorzatából levonva az amortizációs rátát megkapjuk a kibocsátás növekedési ütemét. Ebből kifolyólag a megtakarítási ráta növelése, a tőke határtermékének növelése vagy az amortizációs ráta csökkentése növeli a kibocsátás növekedési ütemét. Ezen három lehetőség van a Harrod–Domar-modell esetében a gyorsabb növekedési ütem elérése érdekében.

## A modell jelentősége
Noha a Harrod–Domar-modellt eredetileg az üzleti ciklusok elemzésének elősegítésére hozták létre, az később mégis a gazdasági növekedés magyarázatára szolgált. Ennek következménye volt, hogy a növekedés a munkaerő és a tőke mennyiségétől függ. A modellben a több befektetés vezet tőkefelhalmozáshoz, amely gazdasági növekedést generál. A modell következményeképpen a gazdaságilag kevésbé fejlett országok korlátozott növekedési lehetőségekkel rendelkeznek, mivel bár ezekben az országokban bőséges a munkaerő-kínálat, de a tőke kínálata szűkös, ami lassítja a gazdasági fejlődést. A gondolatmenet alapján a legkevésbé fejlett országok nem rendelkeznek elég magas jövedelemmel ahhoz, hogy elegendő mértékű megtakarítást tudjanak elérni, így gátolva vannak a fizikai tőkeállományuk felhalmozódásában. Az alacsonyabb kezdeti tőkeállomány ezáltal pedig determinálja az egy főre jutó gazdasági különbségek hosszútávú fennmaradását is a modell alapján.
A modell azt sugallja, hogy a gazdasági növekedés a beruházások növelését célzó politikáktól függ. Ennek lehetséges módjai a megtakarítások növelése vagy a beruházások hatékonyabb felhasználása. Ezeken túlmenően pedig a technológiai fejlődés révén érhető még el gyorsabb gazdasági növekedés.
A modell arra a következtetésre jut, hogy egy gazdaság nem természeti törvényszerűséggel éri el a teljes foglalkoztatottságot, illetve a stabil növekedési rátát.

## A modell kritikája
A modell fő kritikájának középpontjában azon feltételezés áll, hogy nincs okunk feltételezni, hogy a növekedés elegendő a teljes foglalkoztatás fenntartásához. Az elgondolás azon a meggyőződésen alapul, hogy a munkaerő és a tőke relatív ára rögzített, és ezeket egyenlő arányban használják. A modell azt is feltételezi, hogy a megtakarítási ráta állandó, ami nem biztos, hogy igaz. Illetőleg azt is feltételezi, hogy a tőke marginális megtérülése állandó, amely szintén egy a valóságtól elrugaszkodottnak ható feltevés. Ezenkívül a modellt azzal a feltevéssel bírálták, hogy a termelési kapacitás arányos a tőkével, amiről Domar később maga is kijelentette, hogy nem volt reális feltételezés.

## További irodalom
- Ackley, Gardner. Economic Growth: The Problem of Capital Accumulation, Macroeconomic Theory. New York: Macmillan, 505–535. o. (1961)
- Baumol, William J.. Mr. Harrod's Model, Economic Dynamics, Third, London: Macmillan, 37–55. o. (1970). ISBN 0-02-306660-1
- Brems, Hans. The One-Country Harrod–Domar Model of Growth, Quantitative Economic Theory: A Synthetic Approach. New York: Wiley, 426–435. o. (1967)
- Cochrane, James L.. Economic Growth (I), Macroeconomics: Analysis and Policy. Glenview: Scott, Foresman and Co., 328–353. o. (1974). ISBN 0-673-07639-3
- Gapinski, James H.. Celebrated Paradigms of Economic Growth, Macroeconomic Theory: Statics, Dynamics, and Policy. McGraw-Hill, 251–285. o. (1982). ISBN 0-07-022765-9
- Keiser, Norman F.. An Introduction to Growth Theory, Macroeconomics, Second, New York: Random House, 386–399. o. (1975). ISBN 0-394-31922-2
- Lindauer, John. Macroeconomics, Third, New York: Wiley, 325–332. o. (1976). ISBN 0-471-53572-9

## Fordítás
Ez a szócikk részben vagy egészben  a   Harrod–Domar model című angol Wikipédia-szócikk ezen változatának fordításán alapul.  Az eredeti cikk szerkesztőit annak laptörténete sorolja fel. Ez a jelzés csupán a megfogalmazás eredetét és a szerzői jogokat jelzi, nem szolgál a cikkben szereplő információk forrásmegjelöléseként.